# Moon (album)
Moon är den japanske soloartisten Gackts tredje fullängdsalbum, utgivet den 19 juni 2002 på skivbolaget Nippon Crown. Skivan utgavs med en uppmaning från artisten att lyssnarna borde "känna" skivans historia, hellre än att analysera texterna. Låten "Lu:na" användes som filmmusik till mangafilmen New Fist of the North Stark, där även Gackt gjorde rösten åt storskurken Seiji.

## Låtlista
1. "Noah"
2. "Lu:na"
3. "Wasurenai Kara"
4. "Soleil"
5. "Speed Master"
6. "Fragrance"
7. "Death Wish"
8. "Doomsday"
9. "Missing"
10. "Rain"
11. "Another World"
12. "Memories"